# Robert Eduard Prutz

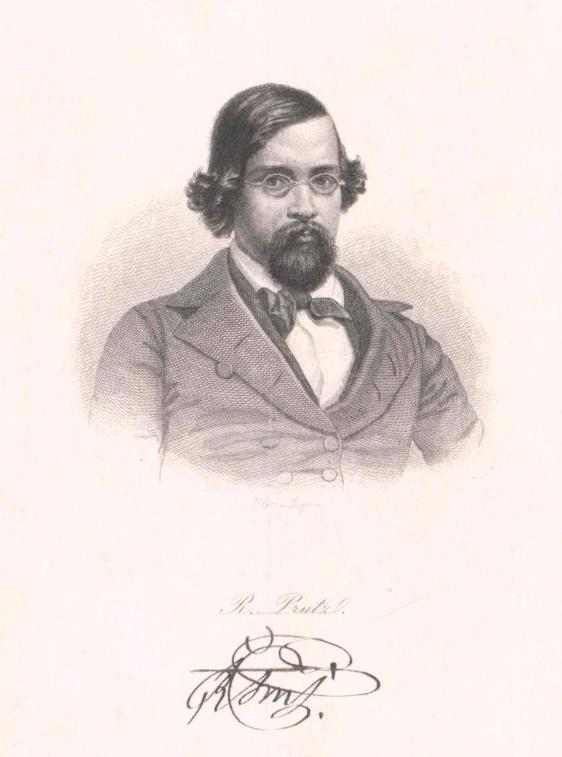
Robert Prutz

Robert Edouard Prutz (né le 30 mai 1816 à Stettin et mort le 21 juin 1872 dans la même ville) est un écrivain prussien, dramaturge, historien de la presse et l'un des publicistes les plus éminents du Vormärz.

## Biographie

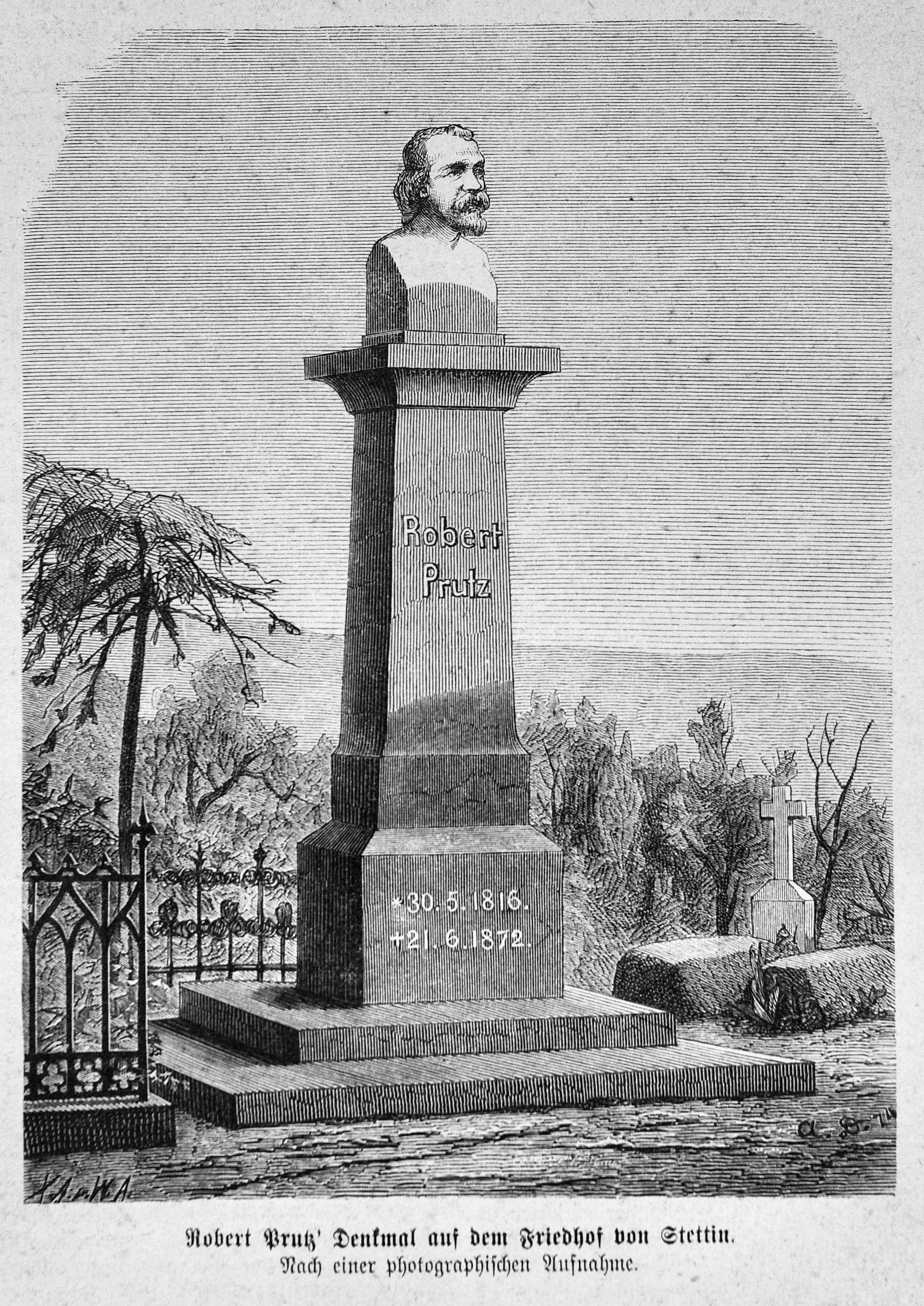
Mémorial de Robert Prutz au cimetière de Stettin, 1875 dans la revue Die Gartenlaube

Robert Prutz - fils de marchand - étudie au lycée de l'abbaye Sainte-Marie à Stettin. Il étudie ensuite la philologie à Berlin, Breslau et Halle de 1834 à 1838. En 1837, il devient porteur de ruban de corps au Borussia Halle. Le Corps lui décerne ensuite le titre de membre honoraire.
Il devient un érudit littéraire dévoué et poète, dramaturge et professeur d'université. Avec Adelbert von Chamisso, il travaille sur le Musenalmanach et le Rheinische Zeitung et avec Arnold Ruge publie le Hallische Jahrbücher (de) à Halle. Politiquement suspect en raison de ses opinions radicales, il se retire à Iéna, où il rédige en 1841 le traité Der Göttinger Dichterbund . En raison de sa critique de la censure, il est expulsé de la ville. De 1843 à 1848, il est rédacteur en chef du Literaturhistorisches Taschenbuch. Sa satire dramatique de 1845 Die politische Wochenstube lui vaut une charge de lèse-majesté, qui est abandonnée grâce à la médiation d'Alexander von Humboldt. En 1846, il enseigne à Berlin, en 1847 il est dramaturge à Hambourg et de 1849 à 1859 professeur extraordinaire de littérature à Halle. De 1851 à 1866, il publie une revue de littérature, d'art et de vie publique sous le titre Deutsches Museum.
En 1857, il retourna dans sa ville natale de Stettin. En 1862, il subit son premier accident vasculaire cérébral ; Robert Prutz décède en 1872 des suites d'un deuxième accident vasculaire cérébral.
Son fils Hans Prutz (de) est historien et professeur d'université.

## Œuvres

### Lyrique
- Der Rhein (1840) disponible sur Internet Archive
- Ein Märchen (1841)
- Gedichte (1841)
- Rechtfertigung (1842)
- Aus der Heimat (1858)
- Neue Gedichte (1860)
- Herbstrosen (1865)
- Buch der Liebe (1869)

### Romans
- Das Engelchen. Roman (3 Bände, 1851) Dritter Theil – books.google.com
- Felix. Roman (2 Bände, 1851)
- Der Musikantenthurm. Roman in fünf Büchern (3 Bände, 1855)
- Helene. Ein Frauenleben (3 Bände, 1856) Band 2 Digitalisat
- Oberndorf (3 Bände, 1862) disponible sur Internet Archive

### Contributions à l'histoire littéraire et à la critique
- Die politische Poesie der Deutschen (1845)
- Vorlesungen über die Geschichte des deutschen Theaters (1847)
- Ludwig Holberg (1857)
- Die deutsche Literatur der Gegenwart (1859) disponible sur Internet Archive
- Menschen und Bücher (1862)

### Articles sur l'histoire de la presse
- Geschichte des deutschen Journalismus. Zum ersten Male vollständig aus den Quellen gearbeitet. Erster Theil. Verlag C. F. Kius, Hannover 1845 (ein Faksimiledruck erschien 1971 bei Vandenhoeck & Ruprecht in Göttingen)

### Éditeur
- Literarhistorisches Taschenbuch. Hrsg. von R. E. Prutz.
  1. Erster Jahrgang. Leipzig: Wigand 1843
  2. Zweiter Jahrgang. Leipzig: Wigand 1844
  3. Dritter Jahrgang. Hannover: Kius 1845
  4. Vierter Jahrgang. Hannover: Kius 1846
  5. Fünfter Jahrgang. Hannover: Kius 1847
  6. Sechster Jahrgang. Hannover: Kius 1848
- Deutsches Museum. Zeitschrift für Literatur, Kunst und öffentliches Leben. Brockhaus, Leipzig 1851–1867. Hrsg. von Robert Prutz u. Wilhelm Wolfsohn (de), (ab Oktober 1851:) Robert Prutz, (ab 1866:) Robert Prutz u. Karl Frenzel (disponible sur Internet Archive)

### Articles de journaux
- Ein literarischer Doppelgänger. In: Die Gartenlaube. Heft 52, 1868, S. 832 (Volltext [Wikisource]).

### Publications posthumes
- Prosa und Lyrik. Hrsg. v. Heinrich Leber. Leipzig: Reclam, 1961.
- Schriften zur Literatur und Politik. Ausgew. u. m. einer Einf. hrsg. v. Bernd Hüppauf. Tübingen: Niemeyer, 1973.
- Zwischen Vaterland und Freiheit. Eine Werkauswahl. Hrsg. u. kommentiert v. Hartmut Kircher. Mit einem Geleitwort v. Gustav W. Heinemann. Köln: Leske, 1975.